# Taça Belo Horizonte de Futebol Júnior de 2017
A Taça Belo Horizonte de Futebol Júnior de 2017 foi a trigésima terceira edição desta tradicional competição futebolística de categoria de base organizada pela Federação Mineira de Futebol (FMF).
O torneio, disputado na categoria sub-17 desde 2015, iniciou-se no dia 12 de julho e contou com 32 agremiações. A final, por sua vez, foi protagonizada por Flamengo e São Paulo, com o clube paulista saindo vitorioso pelo placar de 3–1. Este foi o quarto título do São Paulo na história da competição, o segundo conquistado de forma consecutiva.

## Formato e participantes
Na edição de 2017, a Taça Belo Horizonte foi disputada, pela terceira vez consecutiva, na categoria sub-17. O tradicional torneio teve oito cidades mineiras como sedes: Belo Horizonte, Ibirité, Muriaé, Nova Lima, Rio Doce, Sarzedo, São João del-Rei e Vespasiano.
O regulamento, por sua vez, manteve-se idêntico ao do ano anterior: numa primeira fase, os participantes  foram divididos em oito grupos, com os dois primeiros colocados de cada chave avançando ao mata-mata que levaria até a final.
- Associação Mineira de Desenvolvimento Humano
- América Futebol Clube
- Clube Atlético Mineiro
- Avaí Futebol Clube
- Esporte Clube Bahia
- Boavista Sport Club
- Botafogo de Futebol e Regatas
- Associação Chapecoense de Futebol
- Coimbra Esporte Clube
- Sport Club Corinthians Paulista
- Coritiba Foot Ball Club
- Cruzeiro Esporte Clube
- Clube de Regatas do Flamengo
- Fluminense Football Club
- Goiás Esporte Clube
- Grêmio Foot-Ball Porto Alegrense
- Sport Club Internacional
- Esporte Clube Juventude
- Nacional Esporte Clube Ltda
- Grêmio Novorizontino
- Sociedade Esportiva Palmeiras
- Paraná Clube
- Ponte Nova Futebol Clube
- Associação Atlética Ponte Preta
- Red Bull Brasil
- Santos Futebol Clube
- São Paulo Futebol Clube
- Social Futebol Clube
- Uberlândia Esporte Clube
- Club de Regatas Vasco da Gama
- Villa Nova Atlético Clube
- Esporte Clube Vitória

## Resultados

### Primeira fase

#### Grupo A
- Avaí e Boavista empataram no número de pontos. O posicionamento final foi determinado pelos critérios de desempate, o saldo de gols.
- Fonte: Federação Mineira de Futebol

#### Grupo B
- Fonte: Federação Mineira de Futebol

#### Grupo C
- Coritiba e São Paulo empataram no número de pontos. O posicionamento final foi determinado pelos critérios de desempate, o saldo de gols.
- Fonte: Federação Mineira de Futebol

#### Grupo D
- Bahia e Juventude empataram no número de pontos. O posicionamento final foi determinado pelos critérios de desempate, o número de gols marcados.
- Fonte: Federação Mineira de Futebol

#### Grupo E
- AMDH e Internacional empataram no número de pontos. O posicionamento final foi determinado pelos critérios de desempate, o saldo de gols.
- Fonte: Federação Mineira de Futebol

#### Grupo F
- Fonte: Federação Mineira de Futebol

#### Grupo G
- Grêmio e Paraná empataram no número de pontos. O posicionamento final foi determinado pelos critérios de desempate, o saldo de gols.
- Fonte: Federação Mineira de Futebol

#### Grupo H
- Red Bull Brasil e Santos empataram no número de pontos. O posicionamento final foi determinado pelos critérios de desempate, o saldo de gols.
- Fonte: Federação Mineira de Futebol

### Fases finais
|  | Oitavas de final              | Oitavas de final          |                             |       | Quartas de final | Quartas de final |  |  | Semifinais | Semifinais |  |  | Final | Final |
|  |                               |                           |                             |       |                  |                  |  |  |            |            |  |  |       |       |
|  | 18 de julho, São João del-Rei |                           |                             |       |                  |                  |  |  |            |            |  |  |       |       |
|  |                               |                           |                             |       |                  |                  |  |  |            |            |  |  |       |       |
|  | Palmeiras                     | 2                         |                             |       |                  |                  |  |  |            |            |  |  |       |       |
|  | Palmeiras                     | 2                         | 20 de julho, Belo Horizonte |       |                  |                  |  |  |            |            |  |  |       |       |
|  | Social                        | 0                         |                             |       |                  |                  |  |  |            |            |  |  |       |       |
|  | Social                        | 0                         | Palmeiras (p.)              | 0 (4) |                  |                  |  |  |            |            |  |  |       |       |
|  | 18 de julho, São João del-Rei |                           | Palmeiras (p.)              | 0 (4) |                  |                  |  |  |            |            |  |  |       |       |
|  |                               | Botafogo                  | 0 (3)                       |       |                  |                  |  |  |            |            |  |  |       |       |
|  | Botafogo                      | Botafogo                  | 0 (3)                       | 1     |                  |                  |  |  |            |            |  |  |       |       |
|  | Botafogo                      |                           | 24 de julho, Nova Serrana   | 1     |                  |                  |  |  |            |            |  |  |       |       |
|  | Juventude                     | 0                         |                             |       |                  |                  |  |  |            |            |  |  |       |       |
|  | Juventude                     | 0                         | Palmeiras                   | 1     |                  |                  |  |  |            |            |  |  |       |       |
|  | 18 de julho, Rio Doce         |                           | Palmeiras                   | 1     |                  |                  |  |  |            |            |  |  |       |       |
|  |                               | Flamengo                  | 3                           |       |                  |                  |  |  |            |            |  |  |       |       |
|  | Flamengo                      | Flamengo                  | 3                           | 5     |                  |                  |  |  |            |            |  |  |       |       |
|  | Flamengo                      | 20 de julho, Rio Doce     |                             | 5     |                  |                  |  |  |            |            |  |  |       |       |
|  | Novorizontino                 | 1                         |                             |       |                  |                  |  |  |            |            |  |  |       |       |
|  | Novorizontino                 | 1                         | Flamengo (p.)               | 0 (5) |                  |                  |  |  |            |            |  |  |       |       |
|  | 18 de julho, Rio Doce         |                           | Flamengo (p.)               | 0 (5) |                  |                  |  |  |            |            |  |  |       |       |
|  |                               | Vitória                   | 0 (4)                       |       |                  |                  |  |  |            |            |  |  |       |       |
|  | Vitória                       | Vitória                   | 0 (4)                       | 2     |                  |                  |  |  |            |            |  |  |       |       |
|  | Vitória                       |                           | 27 de julho, Belo Horizonte | 2     |                  |                  |  |  |            |            |  |  |       |       |
|  | Paraná                        | 1                         |                             |       |                  |                  |  |  |            |            |  |  |       |       |
|  | Paraná                        | 1                         | Flamengo                    | 1     |                  |                  |  |  |            |            |  |  |       |       |
|  | 18 de julho, Belo Horizonte   |                           | Flamengo                    | 1     |                  |                  |  |  |            |            |  |  |       |       |
|  |                               | São Paulo                 | 3                           |       |                  |                  |  |  |            |            |  |  |       |       |
|  | Goiás                         | São Paulo                 | 3                           | 1     |                  |                  |  |  |            |            |  |  |       |       |
|  | Goiás                         | 21 de julho, Nova Serrana |                             | 1     |                  |                  |  |  |            |            |  |  |       |       |
|  | São Paulo                     | 4                         |                             |       |                  |                  |  |  |            |            |  |  |       |       |
|  | São Paulo                     | 4                         | São Paulo                   | 3     |                  |                  |  |  |            |            |  |  |       |       |
|  | 18 de julho, Belo Horizonte   |                           | São Paulo                   | 3     |                  |                  |  |  |            |            |  |  |       |       |
|  |                               | Fluminense                | 0                           |       |                  |                  |  |  |            |            |  |  |       |       |
|  | Fluminense                    | Fluminense                | 0                           | 1     |                  |                  |  |  |            |            |  |  |       |       |
|  | Fluminense                    |                           | 24 de julho, Belo Horizonte | 1     |                  |                  |  |  |            |            |  |  |       |       |
|  | Internacional                 | 0                         |                             |       |                  |                  |  |  |            |            |  |  |       |       |
|  | Internacional                 | 0                         | São Paulo                   | 4     |                  |                  |  |  |            |            |  |  |       |       |
|  | 18 de julho, Muriaé           |                           | São Paulo                   | 4     |                  |                  |  |  |            |            |  |  |       |       |
|  |                               | Atlético Mineiro          | 1                           |       |                  |                  |  |  |            |            |  |  |       |       |
|  | Ponte Preta                   | Atlético Mineiro          | 1                           | 3     |                  |                  |  |  |            |            |  |  |       |       |
|  | Ponte Preta                   | 21 de julho, Muriaé       |                             | 3     |                  |                  |  |  |            |            |  |  |       |       |
|  | Vasco da Gama                 | 0                         |                             |       |                  |                  |  |  |            |            |  |  |       |       |
|  | Vasco da Gama                 | 0                         | Ponte Preta                 | 0 (1) |                  |                  |  |  |            |            |  |  |       |       |
|  | 18 de julho, Muriaé           |                           | Ponte Preta                 | 0 (1) |                  |                  |  |  |            |            |  |  |       |       |
|  |                               | Atlético Mineiro (p.)     | 0 (3)                       |       |                  |                  |  |  |            |            |  |  |       |       |
|  | Corinthians                   | Atlético Mineiro (p.)     | 0 (3)                       | 0     |                  |                  |  |  |            |            |  |  |       |       |
|  | Corinthians                   |                           |                             | 0     |                  |                  |  |  |            |            |  |  |       |       |
|  | Atlético Mineiro              | 2                         |                             |       |                  |                  |  |  |            |            |  |  |       |       |
|  | Atlético Mineiro              | 2                         |                             |       |                  |                  |  |  |            |            |  |  |       |       |

- Em negrito, os vencedores do confronto.
- Fonte: Federação Mineira de Futebol